# Херман II (Ваймар-Орламюнде)
Херман II (на немски: Hermann II von Weimar-Orlamünde, * ок. 1184, † 27 декември 1247) от фамилията Аскани e от 1206 до 1247 г. граф на графство Ваймар-Орламюнде.
Той е вторият син на граф Зигфрид III (1155–1206) и София Датска (1159–1208), дъщеря на датския крал Валдемар I и София Владимировна от Минск. Той управлява заедно с брат си Албрехт II (1182–1245).
Той има конфликти с ландграфовете от Тюрингия, които окупират замък Берг Шауенфорст, и ландграф Херман I го затваря през 1214 г. в замък Ваймар.
Херман II се жени за Беатрис фон Андекс-Мерания (* 1210, † 9 февруари 1271), дъщеря на Ото I († 1234), херцог на Мерания, и Беатрис фон Хоенщауфен († 1231). Тя е наследничка на господство Пласенбург с Кулмбах. Техните деца са:
- Херман (*? – †?), духовник
- Херман III (* ок. 1230; † 1283)
- Албрехт III († 1293)
- Ото III (* 1236, † 13 май 1285), граф на Ваймар, Рудолщат (1279), на Пласенбург, женен за Агнес фон Труендинген
- София, ∞ 1259 Хайнрих VIII фон Вайда, фогт на Вайда (1238 – 1280)
- Ото Млади, каноник на Вюрцбург (1265 – 1308)